# Stefano Rosso (imprenditore)
Stefano Rosso (Marostica, 1º giugno 1979) è uno stilista, imprenditore e dirigente sportivo italiano.

## Biografia
Dopo aver frequentato le scuole secondarie a Bassano del Grappa, ha lasciato l'Italia per proseguire gli studi presso il Fashion Institute of Technology di New York, dove ha conseguito un Bachelor of Arts  in International Trade and Marketing.
Stefano Rosso ha iniziato la sua esperienza lavorativa al di fuori dell'azienda di famiglia, collaborando con brand come Zoo York (un'azienda statunitense focalizzata sul mercato degli skateboard).
Cofondatore e CEO di D-CAVE è anche membro del consiglio di OTB Group, il gruppo di moda fondato dal padre Renzo e che controlla i marchi Diesel, Maison Margiela, Marni, Viktor & Rolf, Amiri, Jil Sander, Staff International (produttore e distributore di Dsquared², Just Cavalli e Brave Kid). È anche cofondatore di Red Room Party ed è stato anche amministratore delegato di Red Circle Investments (RCI), la società di investimento privato della famiglia Rosso creata nel 2011, che investe principalmente in nuove tecnologie, aziende legate all'ambiente e in start-up. 
Dal 2018 è presidente del club calcistico L.R. Vicenza.

## Vita privata
Figlio di Renzo Rosso, Stefano ha avuto una relazione con Francesca Chillemi da cui è nata una figlia.